# Joan Pons Moll
Joan Pons Moll (Es Migjorn Gran, 1931) és un historiador i polític menorquí, diputat en la primera legislatura del Parlament de les Illes Balears i membre del Consell Insular de Menorca
Establert a Maó, ha treballat per a l'Instituto Nacional de Previsión a l'administració de la Residència Monte-Toro fins que es va jubilar. Durant la transició espanyola fou un dels fundadors del Partit Socialista de Menorca i ha participat en la vida cultural menorquina com a promotor del Cine Club de l'Ateneu de Maó. També fou elegit diputat a les eleccions al Parlament de les Illes Balears de 1983.
Darrerament ha fet investigacions sobre l'origen d'Es Migjorn Gran i a Fornells, la seva evolució demogràfica i les festes de Sant Cristòfol, sobre els quals ha publicat monografies i articles de revistes.